# Anton Andreasson
Anton Andreasson (sinh ngày 26 tháng 7 năm 1993) là một cầu thủ bóng đá người Thụy Điển thi đấu cho Jönköpings Södra IF ở vị trí tiền vệ. Anh là con trai của cựu tiền vệ IF Elfsborg và Como Stefan Andreasson, người mà từ năm 1999 đóng vai trò giám đốc của IF Elfsborg.